# Ken Naganuma
Ken Naganuma (長沼 健, Naganuma Ken, Hiroshima, 5 september 1930 – 2 juni 2008) was een Japans voetballer die als aanvaller speelde.

## Clubcarrière
In 1949 ging Naganuma naar de Kwansei Gakuin University, waar hij in het schoolteam voetbalde. Naganuma veroverde er in 1950 de Beker van de keizer. In 1953 ging Naganuma naar de Chuo University, waar hij in het schoolteam voetbalde. Nadat hij in 1955 afstudeerde, ging Naganuma spelen voor Furukawa Electric. Naganuma veroverde er in 1960, 1961 en 1964 de Beker van de keizer. 1965 werd de ploeg opgenomen in de Japan Soccer League, de voorloper van de J1 League. In 3 jaar speelde hij er 19 competitiewedstrijden en scoorde 8 goals. Naganuma beëindigde zijn spelersloopbaan in 1967.

## Japans voetbalelftal
Naganuma debuteerde in 1954 in het Japans nationaal elftal en speelde vier interlands, waarin hij één keer scoorde.

## Statistieken
| Japans voetbalelftal | Japans voetbalelftal | Japans voetbalelftal |
| Jaar                 | Wed.                 | Dlp.                 |
| -------------------- | -------------------- | -------------------- |
| 1954                 | 2                    | 1                    |
| 1955                 | 0                    | 0                    |
| 1956                 | 0                    | 0                    |
| 1957                 | 0                    | 0                    |
| 1958                 | 1                    | 0                    |
| 1959                 | 0                    | 0                    |
| 1960                 | 0                    | 0                    |
| 1961                 | 1                    | 0                    |
| Totaal               | 4                    | 1                    |